# Мінський масив
Мі́нський маси́в — житловий масив Києва. Простягається між площею Тараса Шевченка, Литовським проспектом, вулицями Сім'ї Кульженків, Петра Панча, Полярною і Великою кільцевою дорогою. Назва — від тодішнього Мінського району (зараз Оболонський), в якому він розташований. 

## Історія
Мінський масив забудовано на частині місцевості Кинь-Ґрусть у 1970—1975 і 1989—1990 (мікрорайон на вулицях Бережанській і Петра Панча).
Будинки побудовані за проєктом архітекторки А. Дубинської. Основна забудова масиву припадає на 1970 - 1980-ті роки.
Нове житлове будівництво розпочалося з нового будинку за адресою вул. Петра Калнишевського, 7 у 2010 році. Далі з 2012 по 2021 рік на вулиці Юрія Кондратюка постали 4 багатоповерхівки житлового комплексу «Міністерський». З 2013 по 2018 нові комплекси постали між вулицями Петра Калнишевського та Сім'ї Кульженків. Поруч, на вулиці Полярній розташовується торговий центтр «Полярний» та «Леруа Марлен».
Значну частину масиву займає медмістечко: Київська міська клінічна лікарня №8 та Київський міський консултувально-діагностичний центр. Також тут розташовується 6 дошкільних навчальних закладів та 3 школи.

## Транспорт
Масив обслуговує ряд маршрутів громадського транспорту: трамваї, тролейбуси, автобуси та маршрутні таксі, що сполучають його із Оболонню, Куренівкою, Подолом та центром міста.